# Miami Lakes
Miami Lakes är en stad (town) i Miami-Dade County, i delstaten Florida, USA. Enligt United States Census Bureau har staden en folkmängd på 30 057 invånare (2011) och en landarea på 14,6 km².